# Luís Fernando Silva
Luís Fernando Silva, detto Luisão (19 settembre 1970), è un ex cestista brasiliano.

## Carriera
Con il Brasile ha disputato i Campionati americani del 1993.